# Большие Котюжены
Большие Котюжены, Котюжений Марь (рум. Cotiujenii Mari) — село в Шолданештском районе Молдавии. Является административным центром коммуны Большие Котюжены, включающей также железнодорожную станцию Кобыльня и село Кушеловка.

## История
В Молдавской ССР село называлось Котюжаны и до 9 января 1956 года являлось административным центром упразднённого Котюжанского района. 11 июня 1964 года к Котюжанам было присоединено село Верхние Котюжаны. Название Большие Котюжаны присвоено 31 января 1991 года.

## География
Село расположено на высоте 223 метра над уровнем моря.

## Население
По данным переписи населения 2004 года, в селе Котюжений Марь проживает 3335 человек (1569 мужчин, 1766 женщин).
Этнический состав села:
| Национальность | Число жителей | Процентный состав |
| -------------- | ------------- | ----------------- |
| молдаване      | 3268          | 97,99             |
| румыны         | 22            | 0,66              |
| украинцы       | 20            | 0,6               |
| русские        | 17            | 0,51              |
| гагаузы        | 2             | 0,06              |
| болгары        | 1             | 0,03              |
| прочие         | 5             | 0,15              |
| Всего          | 3335          | 100 %             |

## Известные уроженцы
- Андроник, Николае (род. 1959) — молдавский политический деятель.
- Урски, Георге (род. 1948) — молдавский юморист, артист разговорного жанра.
- Попа, Анатолий Васильевич (1896—1920) — молдавский военный и советский революционер